# Harry Potter és az azkabani fogoly (film)
A Harry Potter és az azkabani fogoly (eredeti cím: Harry Potter and the Prisoner of Azkaban) 2004-ben bemutatott brit–amerikai fantasy kalandfilm, a népszerű Harry Potter filmek része, amely J. K. Rowling azonos regénye alapján készült. Rendezte Alfonso Cuarón, főszerepben Daniel Radcliffe, mint Harry Potter, Rupert Grint és Emma Watson, mint Harry legjobb barátai, Ron Weasley és Hermione Granger. Gary Oldman és David Thewlis is csatlakozott a csapathoz, mint Sirius Black és Remus Lupin, rajtuk kívül Michael Gambon is csatlakozott, hogy átvegye Richard Harris halála miatt Dumbledore szerepét. Steve Kloves visszatért, mint forgatókönyv író, közben Chris Colombus (az előző két film rendezője) producerként járult hozzá a film sikereihez. A mozifilm a Warner Bros. Pictures gyártásában készült.

## Cselekmény
Bővebben: Harry Potter és az azkabani fogoly
Harry idén is nagybátyjáéknál tölti a nyarat, amikor is beállít Vernon bácsi nővére, Marge. Mikor Marge szidni kezdi a fiút és annak szüleit, Harry felpuffasztja, majd elrepíti. A konfliktus után elszökik onnan, és egy játszótérnél ül le pihenni. Mikor azonban egy támadó, fekete kutyát lát meg a mellette lévő bokorban, egy Kóbor Grimbusz nevű busz jelenik meg, és felveszi a fiút. A busszal eljut a Foltozott Üstbe, ahol a Mágiaügyi Miniszter vár rá. A miniszter elmondja neki: a varázslásért nem csapták ki a Roxfortból. Később találkozik barátjaival, Ronnal és Hermionéval, ám Ron apjától szörnyű dolgot tud meg: az Azkabanból nemrég megszökött, gyilkos fegyenc, Sirius Black most Harryre vadászik, hogy végezzen vele.
A Roxfort Expressen az alvó, új Sötét Varázslatok Kivédése tanár, Remus Lupin mellé ülnek. A vonat egyszer csak megáll, az üvegek lefagynak, a lámpák pedig kialszanak. Néhány Dementor száll fel a vonatra, akik erejétől Harry rosszul lesz. Végül Lupin felébred, és elzavarja a lényeket. A férfi elmondja: a Dementorok abból élnek, hogy kiszívják az emberekből az örömet, és valószínűleg Harry ezekre különösen érzékeny.
A Roxfortba érkezés után Dumbledore igazgató kijelenti: nem csak Lupin az új tanár, hanem Hagrid is, ugyanis ő fogja tanítani a Legendás Lények Gondozását. A tanévben Harrynek és Ronnak többször feltűnik, hogy Hermione egyszerre két tanórán is részt vesz, ám Harrynek Draco Malfoy beszólásait is ki kell állnia. Lupin tanóráit élvezni kezdik a gyerekek, ő ugyanis Mumusokkal tanít. Mikor szorosabb barátságba kerül Harryvel, megtanítja a fiúnak, hogyan lehet elűzni a Dementorokat egy Patrónus-varázslattal.
Egy kviddicsmeccs alkalmával Dementorok zavarják meg Harryt, aki ettől elveszti eszméletét. A gyengélkedőre kerülése után Ron, Hermione és Neville elmondják: a zuhanástól Dumbledore mentette meg a fiút, ám a seprűje széttörött. Egy alkalommal Piton helyettesíti Lupin professzort, az óráján pedig a vérfarkast veszik.
Elérkezik a roxmortsi kirándulás ideje, ám szülői aláírás híján Harry nem mehet el. Fred és George Weasley azonban odaadják neki a Tekergők Térképét, amely a Roxfort területén minden mozgó embert és szellemet megmutat, valamint a titkos járatokat. Ennek, és apja Láthatatlanná tevő Köpenye segítségével eljut Roxmortsba, ahol elzavarja a Ront és Hermionét zaklató Malfoyt és annak bandáját. Később McGalagonyék beszélgetését kihallgatva megtudja: Sirius Black a szülei egyik legjobb barátja volt, sőt, Harry keresztapja. Kiderül, ő játszotta Voldemort kezére James és Lily Pottert, és egy (a Potter családdal jóban levő) Peter Pettigrew nevű férfival is végzett.
A Jóslástan teremben, Trelawney Professzor halált jósol Harrynek, és elmondja hogy a Sötét Nagyúr szolgája visszatér hozzá. Egyik éjszaka Harry meglepő módon meglátja a Tekergők Térképén Peter Pettigrewt. Ron megtalálja elveszettnek hitt patkányát, Makeszt, ám mikor eljön Csikócsőr kivégzése, megtámadja az a bizonyos fekete kutya, a Zordó. Elráncigálja a fiút, majd a nyomokat követve Harry és Hermione a Szellemszállásra jut.
Az elhagyatott házban Ron mellett megjelenik Sirius Black, aki animágusként kutya képébe tud változni. Lupin professzor is betoppan, majd Siriussal felfedik az igazságot: a Sirius által meggyilkoltnak hitt Pettigrew maga Makesz, Ron patkánya, aki több tíz éve Voldemort szolgájaként elárulta Harry szüleit, így azok meghaltak. Piton is megjelenik a házban, ám Harry elkábítja, majd a csapat – az ismét emberalakot öltött – Peterrel együtt elindul a Roxfortba.
Útközben Harry megtudja: Sirius, Lupin, Peter és James Potter régen nagyon jó barátok voltak. Telihold alkalmából azonban Lupin vérfarkassá változik, majd barátaira támad. Míg Sirius kutya képben szembeszáll a farkassal, Peter a helyzetet kihasználva patkánnyá változik, majd megszökik. Harry később egyedül indul a sérült Sirius után, akit egy tó partján ájultan meg is talál. Csakhogy több Dementor is megjelenik, végül ezeket egy szarvas képébe bújt Patrónus üldözi el. Harry elájul.
A gyengélkedőn ébredve Harry megtudja: Siriust elfogták és Dementorcsókot adtak neki. Mikor Hermione felfedi, hogy van egy időnyerője, Dumbledore javaslatára Harry és Hermione visszautazik a múltba, néhány órával ezelőttre (Ron a sérülései miatt nem megy). Mikor megérkeznek, megszöktetik a kivégzésére váró Csikócsőrt, majd a később elfogott Siriust is. Harry megtudja, hogy a tóparton megidézett Patrónust saját maga idézte meg.
Visszatérve a jelenbe, az év végén Lupin elhatározza, vérfarkas létére nem tanít tovább az iskolában. A történet végén Sirius egy modern, új seprűt, egy Tűzvillámot küld Harrynek hálából.

## Szereplők
| Színész              | Szereplő                              | Magyar hang      |
| -------------------- | ------------------------------------- | ---------------- |
| Daniel Radcliffe     | Harry Potter                          | Gacsal Ádám      |
| Rupert Grint         | Ron Weasley                           | Berkes Bence     |
| Emma Watson          | Hermione Granger                      | Szabó Luca       |
| Robbie Coltrane      | Rubeus Hagrid                         | Hollósi Frigyes  |
| Michael Gambon       | Albus Dumbledore professzor           | Makay Sándor     |
| Maggie Smith         | Minerva McGalagony professzor         | Kassai Ilona     |
| Emma Thompson        | Sybill Trelawney professzor           | Kovács Nóra      |
| Alan Rickman         | Perselus Piton professzor             | Tahi Tóth László |
| David Thewlis        | Remus Lupin professzor                | Cs. Németh Lajos |
| Gary Oldman          | Sirius Black                          | Széles Tamás     |
| Timothy Spall        | Peter Pettigrew                       | Tahi József      |
| Geraldine Somerville | Mrs. Lily Evans                       | F. Nagy Erika    |
| Adrian Rawlins       | Mr. James Potter                      | nem szólal meg   |
| Fiona Shaw           | Petunia Dursley                       | Simon Eszter     |
| Richard Griffiths    | Vernon Dursley                        | Balázs Péter     |
| Harry Melling        | Dudley Dursley                        | Baráth István    |
| Pam Ferris           | Marge Dursley                         | Győry Franciska  |
| Lee Ingleby          | Stan Shunpike                         | Hamvas Dániel    |
| Jimmy Gardner        | Ernie, a Kóbor Grimbusz sofőrje       | nem szólal meg   |
| Lenny Henry          | Zanzafej a Kóbor Grimbusz szélvédőjén | Bácskai János    |
| Jim Travaré          | Tom, a Foltozott Üst kocsmárosa       | Kajtár Róbert    |
| Dawn French          | A Kövér Dáma                          | Náray Erika      |
| Bonnie Wright        | Ginny Weasley                         | Csifó Dorina     |
| Jamie Phelps         | Fred Weasley                          | Kováts Dániel    |
| Oliver Phelps        | George Weasley                        | Kováts Dániel    |
| Chris Rankin         | Percy Weasley                         | Petrik Péter     |
| David Bradley        | Argus Frics                           | Varga Tamás      |
| Julie Christie       | Madam Rosmerta                        | Borbás Gabi      |
| Robert Hardy         | Cornelius Caramel                     | Versényi László  |
| Peter Best           | Walden Macnair, a minisztériumi hóhér | nem szólal meg   |
| Tom Felton           | Draco Malfoy                          | Borbíró András   |
| Jamie Waylett        | Vincent Crak                          | Előd Botond      |
| Josh Heardman        | Gregory Monstro                       | Bíró Attila      |
| Genevieve Gaunt      | Pansy Parkinson                       | Garai Dóra       |
| Matthew Lewis        | Neville Longbottom                    | Hám Bertalan     |
| Devon Murray         | Seamus Finnigan                       | Stukovszky Tamás |
| Alfie Enoch          | Dean Thomas                           | Baradlay Viktor  |
| Sitara Shah          | Parvati Patil                         | Györfi Laura     |

## Vizuális effektek
Ebben a filmben rendkívül fontosak az effektek, mégis az új rendező Alfonso Cuarón a dementorok esetében inkább a régimódi megoldásokban bízott. Ezért fel is kereste a világhírű bábmestert Basil Twistet. Azonban a kísérletezések során kiderült, hogy a mexikói rendező egészen máshogy képzelte el őket, ezért a dementorok teljesen CG karakterek lettek. A vizuális hatások még 2 mágikus lény életre keltésében nyilvánulnak meg legjobban. A vérfarkas eleinte prosztetikusan lett megoldva, de természetesen utána azt is az effektek mozgatták a filmvásznon. Mégis a film legnagyobb száma a hippogriff, Csikócsőr. Csikócsőrt felépítették élethű nagyságú robotként, és nem kevesebb mint 5000 villanymotor működtette. A robot azonban csak a színészek jobb játékához kellett, a filmben teljesen animáltan láthatjuk. A vizuális effektek nagy részéért 2 nagy cég felelt, az ILM és a Framestore CFC. A film effektjei annyira jól sikerültek, hogy BAFTA- és Oscar-jelölést is begyűjthettek érte.

## Filmzene
Az azkabani fogoly filmzenéjét ezúttal is a 45-ször Oscar-díjra jelölt John Williams készítette. Mivel a film stílusa különböző az eddigiektől Williams is kicsit más stílusú zenét írt, sok középkori hangszer megszólaltatásával. A Harry Potter-filmeknek először van betétdala is, amelyet úgyszintén Williams szerzett. A "Double Trouble" című betétdalt egy gyermekkórus énekli és igen pozitív visszajelzéseket kapott csakúgy, mint az egész filmzene. Az amerikai zeneszerzőt ezúttal is Oscarra jelölték munkájáért.

### Tracklista
1. Lumos (1:38)
2. Aunt Marge's Waltz (2:15)
3. The Knight Bus (2:52)
4. Apparition on the Train (2:15)
5. Double Trouble (1:37)
6. Buckbeat's Flight (2:08)
7. A Window to the Past (3:54)
8. The Whomping Willow and the Snowball Fight (2:22)
9. Secrets of the Castle (2:32)
10. The Portrait Gallery (2:05)
11. Hagrid the Professor (1:59)
12. Monster Books and Boggarts (2:26)
13. Quidditch, Third Year (3:47)
14. Lupin's Transformation and Chasing Scabbers (3:01)
15. The Patronus Light (1:12)
16. The Werewolf Scene (4:25)
17. Saving Buckbeak (6:39)
18. Forward to Time Past (2:33)
19. The Dementors Converge (3:12)
20. Finale (3:24)
21. Mischief Managed (12:10)

A "Lumos" című soundtrack nem teljesen új hanem a "Hedvig's Theme" átalakított változata. Az album utolsó száma a "Mischief Managed" nem különálló szám, hanem egyfajta összefoglaló soundtrack.

## Változtatások a könyvhöz képest
- Marge néni a könyvben egy hétig tartózkodik Dursleyéknél, és Harry csak az utolsó napon fújja fel, viszont a filmben már az érkezése napján. A film szerint Marge néni egészen Sheffield-ig "repült" és a Minisztérium ott talált rá, a könyvben viszont csak Dursleyék lakásában lebegett.
- A Kóbor Grimbuszon levő beszélő, zsugorított fej Alfonso Cuarón ötlete volt.
- A Szörnyek Szörnyű Könyvét Harry a könyvben a Privet Drive-on kapja Hagridtól ajándékba, a filmben Cornelius Caramel adja neki a Foltozott Üstben.
- A mumus a könyvben és a filmben különböző alakokat ölt fel.
- A filmben csak egy kviddicsmeccs van, amelyen Harry seprűje eltörik; a könyvben három meccset játszanak.
- Sir Cadogan, a bolond lovag jóval kevesebb szerephez jut a filmben (bár a DVD-n, a kimaradt jelenetek között több jelenet is van vele).
- Sirius a filmben csak egyszer hatol be a Roxfortba, amikor a Kövér Dámát megtámadja; a Ron elleni támadás hiányzik (bár a DVD kimaradt jelenetei között van utalás a második behatolásra).
- A filmben Harry egyedül, a láthatatlanná tévő köpeny alatt rejtőzve hallgatja ki Cornelius Caramel, McGalagony és Madam Rosmerta beszélgetését a Három Seprűben. A könyvben viszont egy asztal alatt rejtőzve, Ronnal és Hermionéval együtt hallgatózik, és a beszélgetésen Hagrid és Flitwick professzor is részt vesz.
- A filmben Harry meglátja Peter Pettigrew nevét a Tekergők Térképén, és utánamegy, hogy megtalálja. A könyvben csak Lupin veszi észre a nevet.
- A filmből kevesebb részlet derül ki James, Sirius, Lupin és Pettigrew barátságáról és iskolai éveikről, valamint nem tudjuk meg, hogy a térképet is ők készítették.
- Amikor Hermione és Harry visszautaznak az időben, a lány a könyvben inkább csak passzív megfigyelő, a filmben jóval aktívabban beleavatkozik a múltba: meghajítja egy kaviccsal a múltbeli Harryt, hogy figyelmeztesse a közeledő miniszterre, utána pedig farkasüvöltést utánozva elcsalja Lupint Harryéktől.
- A könyvben a kutyává változott Sirius üldözi az erdőbe, a filmben legyűri Siriust, és Csikócsőr, a hippogriff menti meg Harryt és Hermionét a vérfarkastól.
- Harry a film legvégén kapja meg Siriustól a Tűzvillámot; a könyvben karácsonyra kapja, és hosszan nyomoznak utána, hogy ki küldte.
- A filmben nem derül ki, hogyan szökött meg Sirius az Azkabanból, valamint, hogy hol és hogyan rejtőzött.
- A könyv szerint Sirius Flitwick szobájában várja a dementorokat, és Harryék az ablakon át szabadítják ki, és azonnal útnak indul. A filmben viszont az egyik torony legfelső részébe, egy fogdába zárták, és mielőtt elszökik Csikócsőrrel, a kastély bejáratánál még beszélget Harryvel és Hermionéval.

### Hibák, következetlenségek
- A film elején Harry a takaró alatt egy varázsigét gyakorol házifeladatként. Ez ellentmond annak a törvénynek, hogy a kiskorúak iskolán kívül nem varázsolhatnak.
- Mikor Peter Pettigrew emberré változik, ruhában jelenik meg. Mikor visszaváltozik patkánnyá, csak a teste alakul át, a ruhája megmarad.

## Jelölések
- Oscar-díj jelölés – 2005 – Legjobb eredeti filmzene – John Williams
- Oscar-díj jelölés – 2005 – Legjobb vizuális effektusok – Tim Burke, Roger Guyett, Bill George, John Richardson
- BAFTA-díj jelölés – 2005 – Legjobb látványtervezés – Stuart Craig
- BAFTA-díj jelölés – 2005 – Legjobb vizuális effektusok – Roger Guyett, Tim Burke, John Richardson, Bill George, Karl Mooney
- BAFTA-díj jelölés – 2005 – Legjobb smink és maszk – Amanda Knight, Eithne Fennel, Nick Dudman

## Fordítás
Ez a szócikk részben vagy egészben  a   Harry_Potter_and_the_Prisoner_of_Azkaban_%28film%29 című angol Wikipédia-szócikk fordításán alapul.  Az eredeti cikk szerkesztőit annak laptörténete sorolja fel. Ez a jelzés csupán a megfogalmazás eredetét és a szerzői jogokat jelzi, nem szolgál a cikkben szereplő információk forrásmegjelöléseként.